# Homefront: The Revolution
Pour les articles homonymes, voir Homefront.
Homefront: The Revolution est un jeu vidéo d’action-aventure en vue subjective développé par Dambuster Studios et édité par Deep Silver en mai 2016 sur Microsoft Windows, OS X, Linux, PlayStation 4 et Xbox One. Il est la suite et le reboot de Homefront sorti en 2011.

## Synopsis
L'histoire commence en 1977 pendant la révolution technologique qui débuta dans la Silicon River (Ryesong River dans la réalité). Le gouvernement communiste de la Corée du Nord s'effondra par une série d'épidémies, obligeant le chef suprême Kim Il-Sung, à quitter son poste. Il fut remplacé par un premier ministre modéré Lee-Dong Won. Par cette transition du pouvoir, la Corée du Nord adopte un système capitaliste et est devenu la plus puissante nation sur Terre, contrôlée par la société APEX dirigée par le jeune Joe Tae-Se. Pendant ce temps, aux États-Unis, après de multiples conflits au Moyen-Orient sous la présidence de George W. Bush et John McCain, le pays est devenu un paria de la communauté internationale et souffre d'énormes dettes de guerre par l'achat des armes technologiques fabriqués par APEX.
En 2025, l'économie des États-Unis s'effondre et le pays ne peut rembourser la dette à la Corée du Nord. Le fils de Joe Tae-Se, John Tae-Se, étant à la fois premier ministre de la Corée du Nord et dirigeant de APEX, utilise ce prétexte pour envahir et occuper le pays. Avec l'effondrement de l'économie US, APEX décide de déclencher son piège: une porte dérobée dans ses éléments technologiques lui permet en 2025 de paralyser l'Armée Américaine et d'ouvrir la voie à l'invasion de la Corée du Nord. Bien que les Nord-Coréens soient présentés comme des forces d'aide humanitaire aidant à restaurer la stabilité des États-Unis après l'effondrement de son économie, ces derniers désirent enlever les ressources naturelles du pays pour payer leurs dettes et brutalisent la population en réponse à une vague de résistance grandissante contre l'occupation.
Le jeu se place en 2029, à Philadelphie, 4 années après l'occupation. La Résistance s'organise afin de lancer une révolution qui doit jeter dehors APEX et les Nord-Coréens. Le joueur incarne Ethan Brady, un résistant fraîchement recruté qui a été capturé par les Nords-Coréen. Il est rapidement libéré par le chef de la Résistance, Benjamin Walker, mais ce dernier est lui-même capturé par l'Armée Populaire de Corée. Ayant réussi à s'évader, Ethan Brady rejoint le reste de la Résistance, qui se réoriente vers la libération de son chef pour relancer la révolution.

## Système de jeu
Le jeu est un FPS se déroulant dans une ville de Philadelphie sous occupation coréenne. La ville est divisée en secteurs de deux types : les secteurs rouges sont complètement dévasté et ne sont rien de moins que des zones de guerre, où la Résistance affronte l'Armée Populaire de Corée; tandis que les secteurs jaunes sont des zones civiles sous haute surveillance des forces d'occupation. Pour remporter la victoire, le joueur doit employer des tactiques de guérilla face à un ennemi supérieur en nombre, en puissance de feu et en technologie. Ainsi, il doit tendre des embuscades, retourner la technologie adverse contre l'ennemi, et lancer des raids pour piller l'approvisionnement ennemi.
Dans les secteurs rouges, le joueur peut se déplacer plus librement et tirer à vue sur les troupes coréennes. Toutefois, s'il est repéré par les scanners des dirigeables de l'APC qui parcourent les secteurs rouges, ceux-ci transmettent sa position aux troupes au sol et ces dernières arrivent continuellement jusqu'à ce qu'il parvienne à se mettre à l'abri. De même, si un drone le scanne trop longtemps, celui-ci fera venir un dirigeable sur la position du joueur. Pour limiter les patrouilles coréennes, le joueur doit s'emparer de points stratégiques pour la Résistance afin qu'elle puisse se déployer et prendre le contrôle de tout le secteur.
Dans les secteurs jaunes, le joueur doit faire preuve de prudence et se fondre dans la population. Ainsi, il doit éviter au maximum les troupes d'occupation et les scanners (sur drones ou sous forme de caméras disposées dans l'ensemble du secteur). S'il peut détruire ces derniers, la perte d'un scanner provoque l'envoi de troupes pour enquêter. Si le joueur est repéré, les soldats viendront continuellement jusqu'à ce que le niveau d'alerte retombe à zéro. Pour ce faire, il peut utiliser des cachettes comme les bennes à ordures (à condition de ne pas être vu des coréens) afin d'accélérer la fin de l'alerte.
Le but principal du joueur dans les zones jaunes est de provoquer une insurrection, ce qui ne peut se faire qu'en gagnant le soutien de la population. Pour y arriver, il dispose de plusieurs moyens: s'emparer de points stratégiques, saboter de l'équipement de l'APC, faire de bonnes actions (empêcher l'exécution de civils, libérer des esclaves, assassiner des fonctionnaires de l'APC...), régler des radios sur la Voix de la Liberté (propagande de la Résistance). Quand l'engouement de la population atteint un stade critique, le joueur peut lancer l'insurrection, étape nécessaire pour déverrouiller les points stratégiques critiques de l'APC (tour drone, commissariat...).
Pour lutter contre les forces nord-coréennes, le joueur dispose d'un arsenal étendu: pistolet, fusil d'assaut, fusil de combat, shotgun, lance-roquettes. Non seulement ces armes peuvent être personnalisée, mais elles peuvent être converties: ainsi un fusil d'assaut peut être converti en mitrailleuse légère ou en lanceur de mines. Outre ces armes et les médikits, le joueur dispose aussi d'équipements: cocktails Molotov, bombes artisanales, pétards de diversion ou encore kit de piratage permettant de retourner temporairement drones et tourelles contre l'ennemi; ces équipement pouvant eux aussi être converti en mine ou en drone piégé.
Pour obtenir ces armes et améliorations le joueur dispose de deux types de monnaie: les dollars et les points tech. Les dollars permettent d'acheter les armes de bases, les accessoires (viseurs, silencieux...) et du matériel (médikits améliorés, chargeurs supplémentaires...); et s'obtiennent en remplissant des objectifs de campagne, en accomplissant des jobs (photographier l'ennemi, abattre des troupes coréennes...) ou encore en récoltant des objets de valeurs et en les revendant aux armureries. Les points techs servent à acheter des conversions et ne s'obtiennent qu'en s'emparant de points stratégiques de l'APC.

## Développement
Le jeu est développé par Dambuster Studios (ex Crytek UK) et édité par Deep Silver. Il utilise le moteur de jeu CryEngine 4.

### DLC
Le jeu a fait l'objet de trois DLC qui étendent sa campagne:
- Le DLC Voice of Freedom met en scène l'infiltration de Benjamin Walker dans la ville de Philadelphie, juste avant le début de la campagne principale.
- Le DLC Afthermath se déroule juste après la fin de la campagne principale et se centre autour du sauvetage de Benjamin Walker des griffes de l'APC.
- Le DLC Beyond the Wall voit la contre-offensive nord-coréenne contraindre la Résistance à l'exil, au moment où celle-ci découvre qu'une unité de l'OTAN opère sur le territoire de l'APC; ayant pour mission de lancer un missile nucléaire contre le réseau satellite APEX — sans lequel l'Armée Populaire de Corée se retrouve totalement incapable de mener une guerre — afin de permettre aux forces de l'OTAN de libérer les États-Unis de l'oppression coréenne.